# Высоково (городское поселение Сычёво)
Высоково — деревня в Волоколамском районе Московской области России в составе городского поселения Сычёво. Население — 1 чел. (2010).

## География
Деревня Высоково расположена на западе Московской области, в восточной части Волоколамского района, у федеральной автодороги «Балтия» М9, примерно в 19 км к востоку от центра города Волоколамска.
Связана автобусным сообщением с городами Волоколамском и Истрой. Ближайшие населённые пункты — село Язвище и деревня Гряды. Рядом с деревней протекает река Гряда. 

## Население
| 1852 | 1859 | 1926 | 2002 | 2006 | 2010 |
| ---- | ---- | ---- | ---- | ---- | ---- |
| 63   | ↘61  | ↗78  | ↘0   | →0   | ↗1   |

## История
На карте Московской губернии Ф. Ф. Шуберта (1860 год) — деревня Высокое.
В «Списке населённых мест» 1862 года Высокое — владельческое сельцо 2-го стана Волоколамского уезда Московской губернии по правую сторону почтового Московского тракта (из Волоколамска), в 20 верстах от уездного города, при безымянной речке, с 10 дворами и 61 жителем (26 мужчин, 35 женщин).
По данным на 1890 год входила в состав Аннинской волости Волоколамского уезда, число душ мужского пола составляло 24 человека.
В 1913 году — 16 дворов.
По материалам Всесоюзной переписи населения 1926 года — деревня Язвищевского сельсовета Аннинской волости, проживало 78 жителей (32 мужчины, 46 женщин), насчитывалось 18 крестьянских хозяйств.
С 1929 года — населённый пункт в составе Волоколамского района Московского округа Московской области. Постановлением ЦИК и СНК от 23 июля 1930 года округа как административно-территориальные единицы были ликвидированы.
1929—1954 гг. — деревня Язвищевского сельсовета Волоколамского района.
1954—1963 гг. — деревня Чисменского сельсовета Волоколамского района.
1963—1965 гг. — деревня Чисменского сельсовета Волоколамского укрупнённого сельского района.
1965—1994 гг. — деревня Чисменского сельсовета Волоколамского района.
В 1994 году Московской областной думой было утверждено положение о местном самоуправлении в Московской области, сельские советы как административно-территориальные единицы были преобразованы в сельские округа.
1994—2006 гг. — деревня Чисменского сельского округа Волоколамского района.
С 2006 года — деревня городского поселения Сычёво Волоколамского муниципального района Московской области.